# Cantó de Jussey
El cantó de Jussey és un cantó francès del departament de l'Alt Saona, situat al districte de Vesoul. Té 22 municipis i el cap és Jussey.

## Municipis
- Aisey-et-Richecourt
- Barges
- La Basse-Vaivre
- Betaucourt
- Blondefontaine
- Bourbévelle
- Bousseraucourt
- Cemboing
- Cendrecourt
- Corre
- Demangevelle
- Jonvelle
- Jussey
- Magny-lès-Jussey
- Montcourt
- Ormoy
- Passavant-la-Rochère
- Raincourt
- Ranzevelle
- Tartécourt
- Villars-le-Pautel
- Vougécourt

## Història
| Data d'elecció                           | Identitat     | Partit          | Qualitat |
| ---------------------------------------- | ------------- | --------------- | -------- |
| 1945-1955                                | M. Mougin     | Radical         |          |
| 1955-1982                                | M. Jacquot    | RI, després CNI |          |
| 1982-2004                                | Georges Lasne | UDF             |          |
| 2004-                                    | Michel Désiré | PS              |          |
| les dades anteriors no són pas conegudes |               |                 |          |
|                                          |               |                 |          |

## Demografia
| A partir de 1990: Població sense dobles comptes |